# أفينيدا دي لا إيلوستراسيون (محطة مترو أنفاق مدريد)
أفينيدا دي لا إيلوستراسيون (بالإسبانية: Avenida de la Ilustración) هي محطة مترو أنفاق في مدريد في إسبانيا، تقع على الخط رقم 7.